# Церковнославянизмы
Церковнославяни́змы — слова или обороты речи, заимствованные из церковнославянского языка. Частный случай славянизмов.

## Отличия церковнославянизмов от исконно русских слов

### Неполногласие
В основах на -оро-, -оло-, -ере-, -еле- соответствующие церковнославянские слова не содержат первой гласной. Например, голова/глава, голос/глас, город/град, золото/злато, берег/брег, молоко/млеко, холод/хлад, ворог/враг (в последнем случае церковнославянизм вытеснил исконную форму).

### ч/щ
В ряде случаев русскому ч в церковнославянском соответствует щ, например ночь/нощь, дочь/дщерь, мочь/мощь, печь/пещь.

### ж/жд
Сочетание жд в церковнославянском языке соответствует русскому ж: рожать/рождать, одёжа/одежда, нужа/нужда.. Церковнославянизмами являются слова нужда, жажда и вождь.

### ё/е
В церковнославянском языке нет буквы ё: совершённый/совершенный, житьё/житие́.

### раз/роз и рас/рос и прочие чередования а/о
В церковнославянском языке были приставки раз- и рас-, но не было роз- и рос-, например: расписанный и роспись, разыграть и розыгрыш, разум и розум (розум является исконно русской (бывшей в древнерусском языке) формой), равный и ровный.

### воз/вз вос/вс
В русском языке слова: восток, возврат, восстание, возникать и т. п. — церковнославянские. Русские формы были бы: всток, взворот, взстанье, взникать.

## Церковнославянизмы по категориям

### Характеристика
В современном русском языке существует множество лексических заимствований из церковнославянского языка. К ним относятся, например, слова агнец (ягнёнок), вещь, время, воздух, восторг, глагол (слово), десница (правая рука), длань (ладонь), ланиты (щеки), награда, облако, общий, одр (кровать), отрок (подросток), пажить (нива), пастырь, плоть, перси (грудь), перст (палец), сочинить, тщетный, уста (рот), чадо, чело (лоб), чертог (дворец), чрево (живот), чрезмерный, яство (еда) и другие, часть из которых сосуществует с собственно русскими дублетами, отличающимися от церковнославянских по значению или стилистически, сравните (церковнославянское слово приводится первым): влачить/волочить, гражданин/горожанин, разврат/разворот, страж/сторож, власть/волость, страна/сторона и другие.
Некоторые церковнославянизмы настолько прочно вошли в русский язык, что соответствующие им русские слова уже были вытеснены: враг (рус. ворог), одежда (рус. одёжа), пещера (рус. печора), благо (рус. болого), власть (рус. волость), влага (рус. волога), сладкий (рус. солодкий), шлем (рус. шелом), мощь (рус. мочь), время (рус. веремя), надежда (рус. надёжа), нужда (рус. нужа), бремя (рус. беремя), вред (рус. веред), мощный (рус. мочный), плен (рус. полон), между (рус. межу).
Церковнославянские существительные нередко образованы с окончанием -ец, -ник: старец (сравните старик), иконописец, блудник, начальник, священник, язычник, странник.

### Глаголы
Глаголы: глаголить и изрекать (говорить), бысть (стало), владеть (управлять), восстать (подняться), грясти (идти), изъять, лобзать (целовать), отверзнуть (открыть), сотворить (сделать). Из церковнославянского заимствованы формы глаголов типа трепещет (с несвойственным собственно русским формам чередованием т/щ, сравните исконно русские хохочет или лепечет). Также из церковнославянского было заимствовано глагольное окончание -етъ, -итъ и т. д. при исконнорусском -еть, -ить и т. д.

### Местоимения и союзы
Церковнославянизмами являются местоимения аз (я); союзы аще (если), яко («ако») (как) и иже (который), а также наречие, «зане» (потому что, так как), «поелику» (то же самое, что и зане) паки (вновь, снова), «ибо» (то же самое, что и зане) и поелику) наипаче (особенно).

### Причастия
Из церковнославянского вошли в литературный язык отдельные грамматические формы — отглагольные причастия. В русском языке были только краткие формы страдательных причастий прошедшего времени — сделано, выпито, а полные формы — например, сделанный, это церковнославянизмы. Кроме того, церковнославянизмами являются все причастия на -ущий, -ющий (в русском языке были бы окончания -учий -ючий, и такие слова действительно есть, но это не причастия, а отглагольные прилагательные, то есть обозначающие постоянное свойство: кипучий, дремучий, стоячий, сидячий, лежачий).

### Морфемы
Из церковнославянского в литературный язык заимствованы и отдельные морфемы (например, глагольные приставки воз-, из-, низ-, пред- и со-(при русск. вз-, из-, перед-, с- и со)). Существует много церковнославянских глаголов с приставкой воз-: воздвигнем, возлюбим, возстанем, возрадуемся, вознесемся, возопием.

### Кальки
Часть церковнославянизмов представляет собой сложносоставные кальки с греческого: православие (ὀρθοδοξία), беззаконие (ἀνομία), безумец (ἄφρων), благодарение (εὐχαριστία), благословение (εὐλογία), благоволение (εὐδοκία), единодушие (συμψυχία), мужеложник (ἀρσενοκοίτης), преображение (μεταμόρφωσις), пустословие (κενοφωνία), священник (ἱερεύς), сребролюбие (φιλαργυρία), тщеславие (κενοδοξία), человеколюбие (φιλανθρωπία).

### Фразеологизмы
Церковнославянизмами являются также фразеологические выражения власти предержащие (из власть предержащая, то есть высшая власть), в поте лица, все и вся, глас вопиющего в пустыне, еже писах, писах, за други своя, идучи не идяху, камо грядеши, метать бисер перед свиньями (в русском переводе — жемчуг, бисер употреблено в церковнославянском значении), на кру́ги своя, на сон грядущий (из на сонъ грядущимъ, то есть (молитвы) для идущих спать), ничтоже сумняшеся, притча во языцех, пуститься во вся тяжкая, око за око, зуб за зуб, устами младенца глаголет истина и другое. Многие (но не все) из этих выражений являются также библеизмами.

## Количество церковнославянских заимствований в русском языке
Ф. П. Филин пришёл к выводу о том, что в русском литературном языке сохранилось 26 123 церковнославянизма. Но дальнейший пересчёт слов сократил список до 15 тысяч слов.